# 拉爾巴赫河
51°16′0.0″N 8°16′10.44″E / 51.266667°N 8.2695667°E

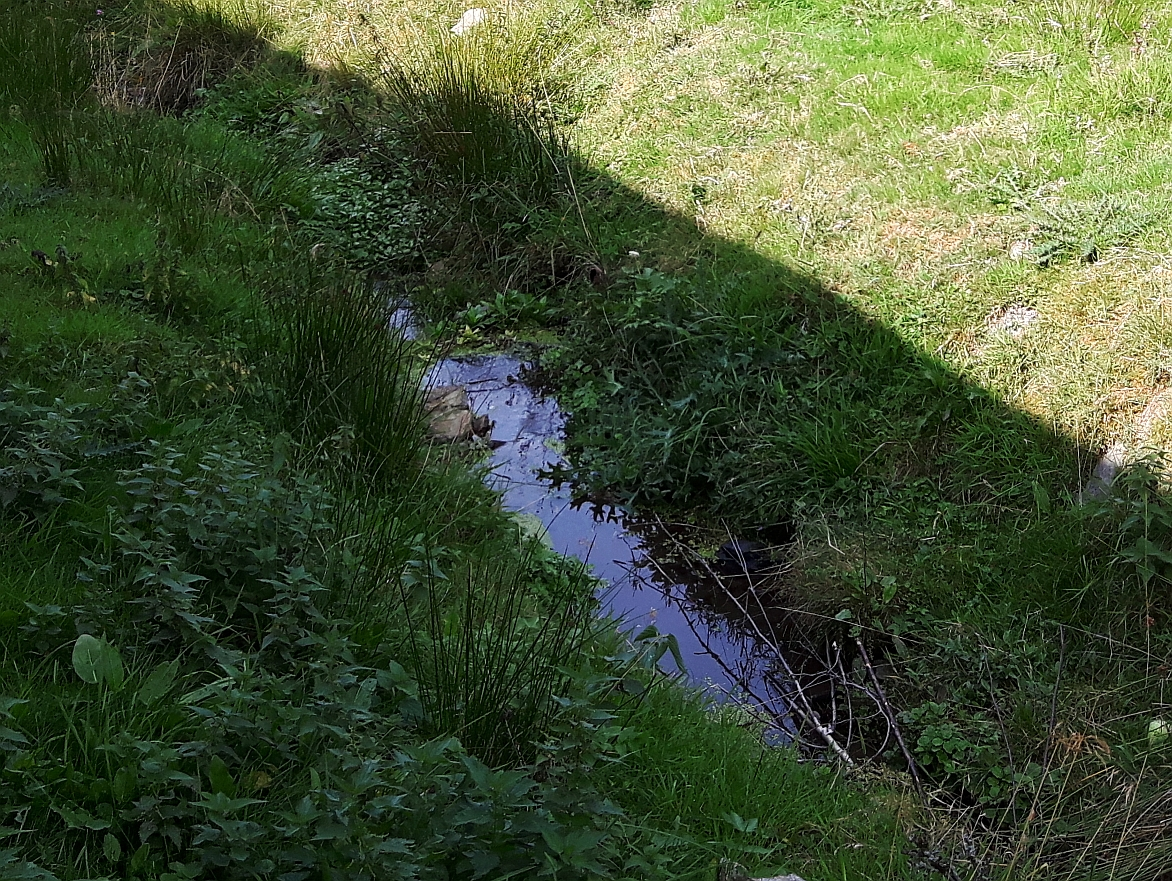

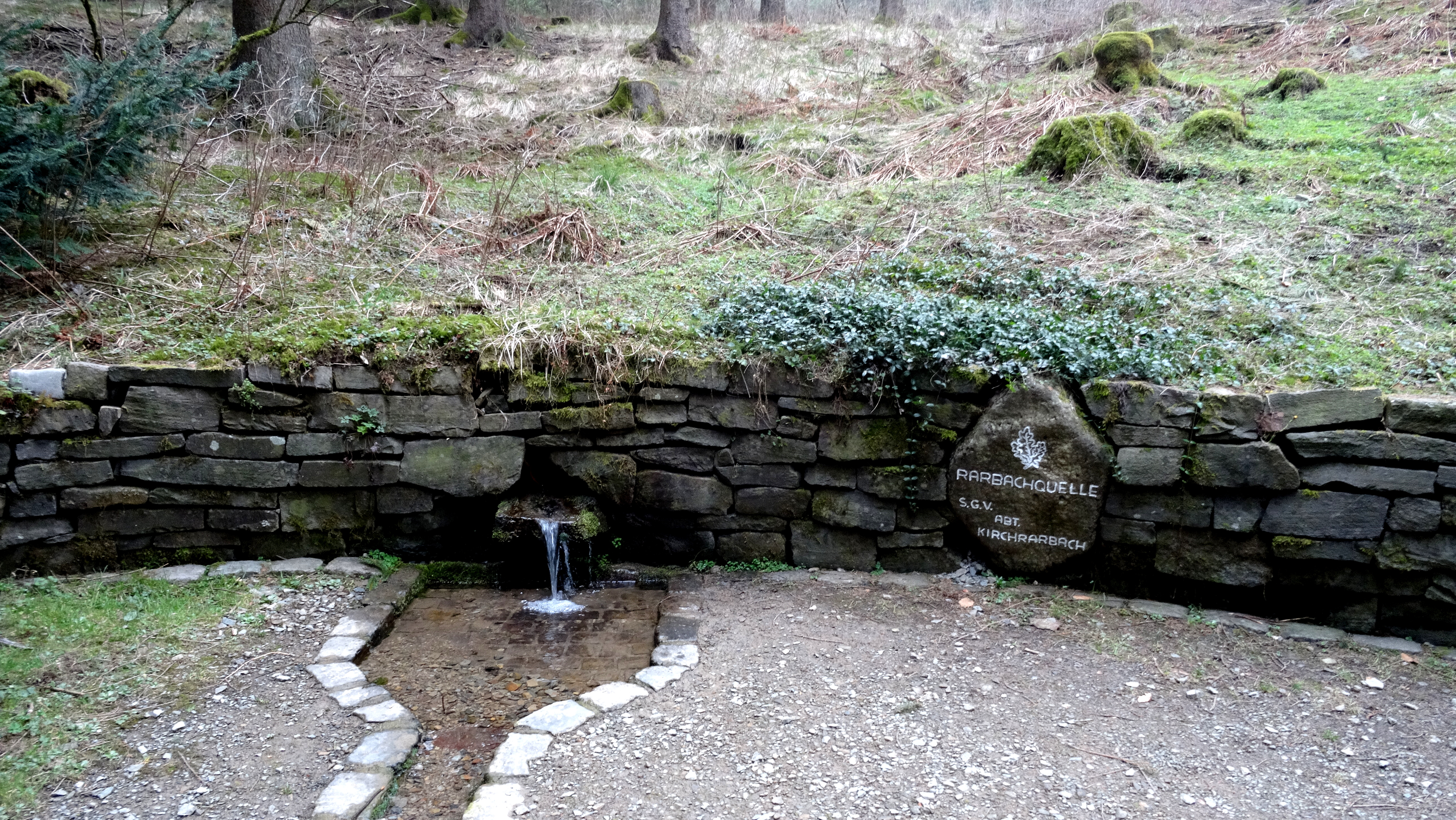

拉爾巴赫河（德語：Rarbach），是德國的河流，位於該國西部，處於北萊茵-威斯特法倫州，屬於亨訥河的右支流，河道全長8.3公里，流域面積13.9平方公里。